# Leamon King
Leamon King (* 13. Februar 1936 in Tulare, Kalifornien; † 23. Mai 2001 in Delano, Kalifornien) war ein US-amerikanischer Sprinter, der in den späten 1950er Jahren in Erscheinung trat. Er lief Weltrekord und gewann olympisches Gold. 

## Karriere
Im Jahr 1956, nachdem seine Landsleute Willie Williams und Ira Murchison am 3. und 4. August in Berlin den Weltrekord über 100 Meter auf 10,1 s geschraubt hatten, gelang ihm als drittem Läufer diese Leistung, und zwar gleich zweimal: Am 20. Oktober 1956 in Ontario sowie am 27. Oktober in Santa Ana  erreichte er ebenfalls bei 10,1 s. 
Bei den amerikanischen Meisterschaften konnte er sich zweimal platzieren: 
- 1956 Zweiter über 100 Meter in 10,45 s hinter Bobby Morrow (10,3 s)
- 1957 Meister über 100 Yards in 9,7 s vor dem zeitgleichen Dave Sime

Bei den Olympischen Spielen 1956 in Melbourne gewann er in der 4-mal-100-Meter-Staffel als zweiter Läufer der US-amerikanischen Mannschaft (Ira Murchison, Leamon King, Thane Baker und Bobby Morrow) in der Weltrekordzeit von 39,5 s die Goldmedaille. 
Im Jahr 1957 gewann er beim ISTAF in Berlin über 100 und 200 Meter. 
Leamon King startete für die University of California in Berkeley. Nach Beendigung seiner aktiven Laufbahn wurde er Schullehrer in Delano.